# Armando Massiglia
Armando Massiglia (Novi Ligure, 6 gennaio 1911 – Novi Ligure, 28 aprile 1980) è stato un calciatore italiano, di ruolo centrocampista.

## Carriera
Ala destra, giocò in Serie A con Inter, Bari ed Alessandria.

## Palmarès

### Club

#### Competizioni nazionali
- Serie B: 1

Bari: 1934-1935